# Vincenzo Rabito
(Vincenzo Rabito, Terra matta, 2007)
Vincenzo Rabito (pron. Rabìto; Chiaramonte Gulfi, 31 marzo 1899 – Chiaramonte Gulfi, 18 febbraio 1981) è stato uno scrittore italiano.

## Biografia
Contadino semi-analfabeta, ottenne la licenza elementare a 35 anni.
La vicenda biografica di Vincenzo Rabito, bracciante agricolo, percorse il Novecento, iniziando nella prima guerra mondiale: Rabito fu infatti uno dei ragazzi del '99 protagonisti della Grande Guerra, mentre nel primo dopoguerra, per sfuggire alla fame, accarezzò l'idea di «antare affare solde all'Africa», rincorrendo i sogni di colonialismo della Italia fascista.
Fu poi soldato nella seconda guerra mondiale, per poi attraversare la confusione e, ancora una volta, la nuova fame del secondo dopoguerra, fino ad approdare a un matrimonio combinato e a condizioni di relativo benessere negli anni sessanta, nell'epoca del boom economico italiano.
Fu autore di una singolare opera unica, a contenuto autobiografico, scritta tra la fine degli anni sessanta fino alla sua morte nel 1981. Rimasta ignota per vent'anni, l'opera è stata riscoperta solo anni dopo la morte dell'autore, a oltre vent'anni dalla sua redazione, grazie all'Archivio Diaristico Nazionale di Pieve Santo Stefano, per essere poi in parte pubblicata (il primo di due memoriali soltanto, e in misura ridotta) nel 2007 da Einaudi con il titolo di Terra matta, a cura di Luca Ricci e Evelina Santangelo. Al libro venne assegnato il Premio letterario Racalmare Leonardo Sciascia nello stesso anno.
Al libro è ispirato il documentario Terramatta - Il Novecento italiano di Vincenzo Rabito analfabeta siciliano, realizzato da Costanza Quatriglio e presentato al pubblico nel 2012. Il progetto Terramatta ha poi dato lo spunto per la costituzione dell'Archivio degli Iblei. A Vincenzo Rabito e alla sua Terra matta è dedicata una stanza del Piccolo museo del diario.
Nel 2022, Einaudi pubblica Il romanzo della vita passata. Si tratta della trascrizione di pagine scelte da un secondo memoriale, rintracciato tra le carte dell'autore e curato dal figlio, Giovanni Rabito. Quest'ultimo, nella prefazione, precisa che il primo memoriale si trovava in suo possesso, a Bologna, quando il padre si cimentò nella redazione del secondo memoriale. Inoltre, mentre il primo memoriale si ferma al 1970, Vincenzo Rabito continuerà a scrivere fino a tre giorni prima di morire.

## Opere
- Terra matta (a cura di Evelina Santangelo e Luca Ricci), Giulio Einaudi Editore, 2007 ISBN 978-88-06-16762-2
- Il romanzo della vita passata (testo rivisto e adattato da Giovanni Rabito), Giulio Einaudi Editore, 2022, ISBN 978-88-06-25300-4